# Храмов, Юрий Алексеевич
Юрий Алексеевич Храмов (укр. Юрій Олексійович Храмов; 14 мая 1933, Харьков — 28 июня 2025) — советский и украинский учёный, историк науки. Доктор физико-математических наук, профессор.
Президент Украинского общества историков науки (с 1993), зав. отделом истории науки и техники Центра исследований научно-технического потенциала и истории науки им. Г. М. Доброва НАН Украины.
Главный редактор ежегодников «Нариси з історії природознавства та техніки» (с 1990) и «Імена України» (с 1996).

## Биография
В 1956 году окончил Киевский педагогический институт.
В 1960—1964 годах работал в главной редакции Украинской Советской Энциклопедии.
В 1964—1992 годах — в издательстве «Наукова думка» (с 1967 года — главный редактор, с 1975 — директор).
С 1986 года — заведующий отделом истории науки и техники ЦИПИН АН УССР.
Умер 28 июня 2025 года в возрасте 92 лет.

## Научные достижения
Исследования посвящены истории физики, истории и теории научных школ (физических), истории естествознания Украины и НАН Украины. Разработал периодизацию развития физики, подход изложения её истории, модель современной научной школы, идентифицировал ряд физических школ, ввёл в научный оборот многие факты и имена физиков.

## Сочинения
- Храмов Ю. А. Физики: Биографический справочник. — Киев: Наукова думка, 1977. — 512 с. — 50 000 экз.
- Храмов Ю. А. Храмов, Юрий Алексеевич // Физики : Биографический справочник / Под ред. А. И. Ахиезера. — Изд. 2-е, испр. и доп. — М. : Наука, 1983. — 400 с. — 200 000 экз.
- Храмов Ю. А. Биография физики: Хронологический справочник. — Киев: Техніка, 1983. — 344 с.
- Храмов Ю. А. Научные школы в физике / Под ред. В. Г. Барьяхтара. — Киев: Наукова думка, 1987. — 400 с.
- Храмов Ю. А. История формирования и развития физических школ на Украине. — Киев: Феникс, 1991. — 216 с.
- «Дело УФТИ. 1935—1938» (1998, в соавторстве);
- «История НАН Украины. 1918—1998» (2000, в соавторстве);
- Храмов Ю. А. История физики. — Киев: Феникс, 2006. — 1176 с. — ISBN 966-651-320-X.